# Hilary Minster

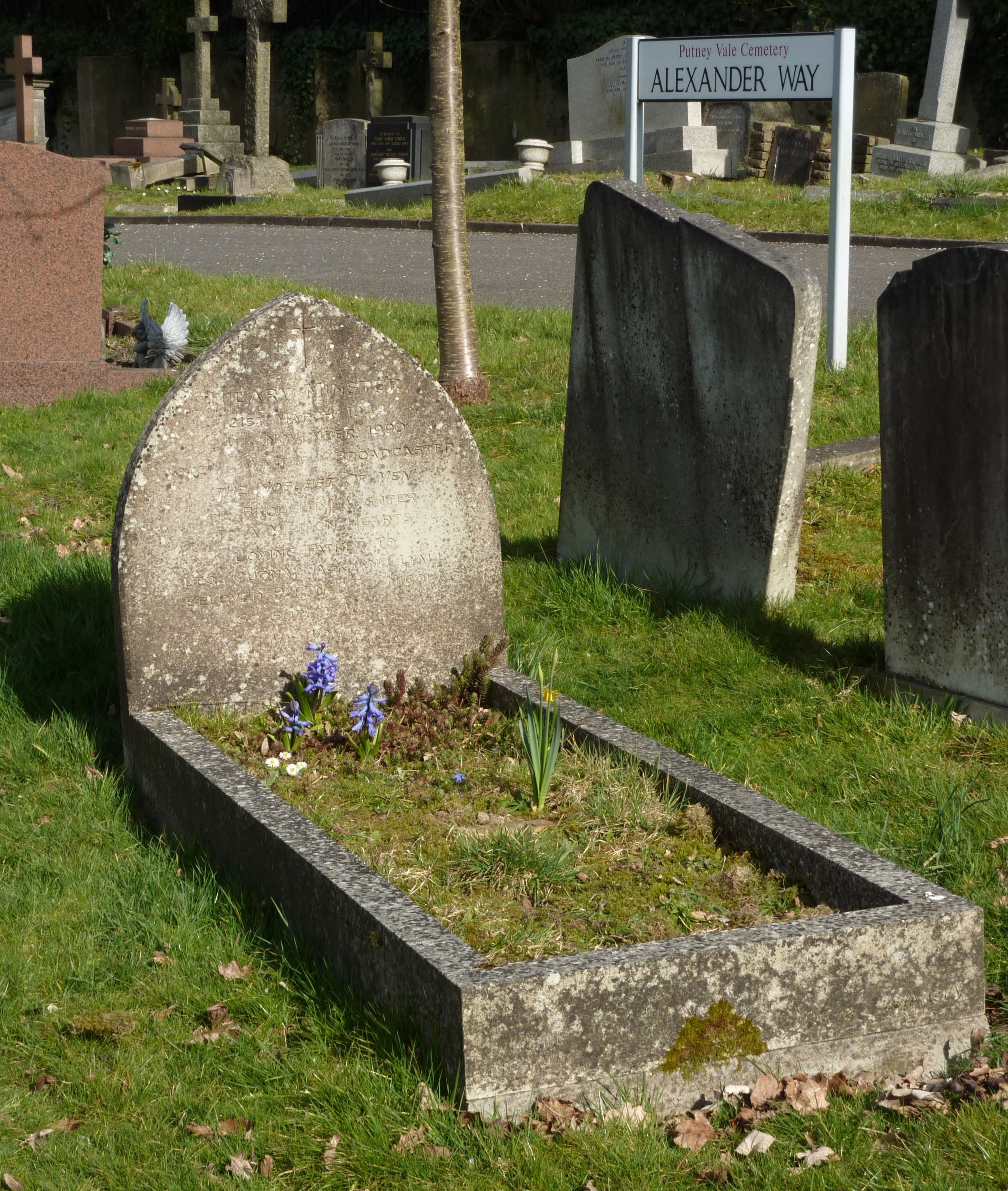
Grób Hilary′ego Minstera na cmentarzu Putney Vale Cemetery w Londynie

Hilary Minster, właściwie Roger Michael Hilary Minster (ur. 21 marca 1944 w Surrey, zm. 24 listopada 1999 w Londynie) – brytyjski aktor.

## Kariera
Hilary Minster urodził się w Surrey w Anglii, najbardziej znany jest z roli generała Wehrmachtu Ericha von Klinkerhoffena w brytyjskim sitcomie ’Allo ’Allo! w latach 1984–1992. Inne jego role obejmują operę mydlaną Crossroads i seriale telewizyjne Druciarz, krawiec, żołnierz, szpieg oraz Secret Army (serialu, którego ’Allo ’Allo! było parodią) jako Hauptmann Muller. Minster miał również krótki okres pisania scenariuszy z komikiem Kennethem Williamsem do brytyjskiego programu telewizyjnego International Cabaret.
W 1974 roku Minster pojawił się jako porucznik Lightfoot w odcinku „Facing Fearful Odds” serialu Schodami w górę, schodami w dół. Zagrał motocyklistę w serialu The Long Chase. Pojawił się również dwukrotnie w serialu Doktor Who: jako żołnierz Thalów Marat w Planet of the Daleks (1973), oraz jako bezimienny żołnierz Thalów w Genesis of the Daleks (1975), u boku innego aktora z ’Allo ’Allo! Guya Sinera. Odegrał również ważną rolę w odcinku „Achilles Heel” brytyjskiego serialu science fiction The Tomorrow People z 1978 roku, grając Yagona. Jego występy w filmach były rzadkie, ale obejmowały role między innymi w Bitwie o Anglię (1969), O jeden most za daleko (1977), The Godsend (1980), Krzyku wolności (1987) i Dziewczynie na huśtawce (1988).
Minster był prezenterem programu telewizyjnego Here and Now telewizji Central Independent Television poświęconego bieżącym wydarzeniom mniejszości etnicznych, na początku lat 80. XX wieku. Był narratorem kontrowersyjnego filmu dokumentalnego telewizji ITV pod tytułem The Men Who Killed Kennedy, w którym przedstawiono różne teorie dotyczące zamachu na prezydenta Stanów Zjednoczonych Johna F. Kennedy’ego.
Hilary Minster zmarł na raka w Londynie 24 listopada 1999 roku. Pochowany został na cmentarzu Putney Vale Cemetery.